# Про рух серця і крові у тварин
Exercitatio Anatomica de Motu Cordis et Sanguinis in Animalibus (укр. Анатомічне вчення про рух серця і крові у живих істот), зазвичай зване De Motu Cordis, є найвідомішою роботою лікаря Вільяма Гарвея, яка була вперше опублікована в 1628 і головне дослідила циркуляцію крові у всьому тілі. Подана праця є важливою віхою в історії фізіології, оскільки Гарві незвичайним чином об'єднав спостереження, експерименти, вимірювання та гіпотези, щоб прийти до своєї доктрини. Його робота є еталоном у своєму роді і справила негайний і далекосяжний вплив на сучасників Гарвея; Томас Гоббс сказав, що Гарві був єдиним сучасним автором, чиї доктрини викладалися за його життя.
У книзі «De motu cordis» Гарвей досліджував вплив лігатур на кровообіг. У книзі також стверджувалося, що кров циркулює по тілу у «подвійній циркуляції», коли після повернення в серце вона рециркулює в замкнутій системі в легені та назад у серце, де повертається в основну циркуляцію.

## Опис
Праця має істотний внесок у фізіологію серця, тому що вводить нове вчення про циркуляцію крові у сімнадцятому столітті. Протилежні та обов'язкові роботи, що віщують відкриття Гарвея, сягають тринадцятого століття, коли легеневий кровообіг і газообмін були запропоновані Ібн аль-Нафісом. Обидві давно доведені теорії неповні, якщо вивчати їх окремо, але вони становлять основу знань сучасної кардіології. В 1553 Мігель Серветус заявив, що кров тече від серця до легень і там змішується з повітрям, утворюючи артеріальну кров, яка повертається до серця. Між 1570 і 1590 роками Чезальпіно у суперечці з галеністами припустив, що рух крові більше схожий на циркуляцію, ніж коливання; проте ця думка позбавлена ясності. У 1603 році Ієронім Фабріціус аб Аквапенденте опублікував роботу, в якій чітко описав клапани у венах і показав, що вони перешкоджають відтоку крові від серця. З 1597 по 1602 Харвей вивчав мистецтво і медицину в Падуї і провів ретельне дослідження серця і руху крові. До 1616 він викладав у лекціях свої доводи на користь циркуляції крові, але тільки в 1628 опублікував їх у своїй класичній праці «De Motu Cordis et Sanguinis». Ця книга важлива як для відкриття повного кровообігу, так і для експериментальної, кількісної та механістичної методології, яку запровадив Гарві. Він розглядав серце не як містичне місце проживання духу і здібностей, а як насос, що піддається механічному аналізу. Він також виміряв кількість крові, яку вона посилає тілу. Помітив, що з кожним ударом із серця виходить дві унції крові; таким чином, при 72 ударах серця за хвилину серце викидає в систему 540 фунтів крові щогодини. Звідки може взятися вся ця кров? Відповідь, мабуть, полягає в тому, що це та сама кров, яка завжди повертається назад. Більше того, односторонні клапани в серці, як і у венах, показують, що після легеневої циркуляції кров іде у всі частини тіла за артеріями і повертається по венах. Таким чином кров робить повний замкнутий цикл. Як висловився Харві, «має бути рух, як би по колу». Однак у кровообігу була одна стадія, яку Гарві не зміг побачити — та, на якій вени та артерії втрачають себе, поділяючись на крихітні капілярні судини. Саме в 1660 році, через три роки після смерті Гарвея, Марчелло Мальпігі побачив рух крові в капілярах легкого жаби і тим самим поставив недостатню ланку в доказі Гарвея про циркуляцію крові.